# Tutova
Tutova is een Roemeense gemeente in het district Vaslui.
Tutova telt 3716 inwoners.